# Anna Magnani
Anna Magnani, född 7 mars 1908 i Rom, död 26 september 1973 i Rom, var en italiensk skådespelerska, för sina vänner Nannarella, känd för sina roller i filmklassiker som Rom – öppen stad, Den tatuerade rosen och Mamma Roma. Hon brukar i sitt hemland ses som en av de mest framstående representanterna för sin hemstad i filmbranschen, tillsammans med Alberto Sordi och Aldo Fabrizi. Anna Magnani fick 1955 som första italienska skådespelare en Oscar som hon tilldelades för bästa kvinnliga huvudroll (Den tatuerade rosen).

## Biografi

### De tidiga åren
Anna Magnani föddes som utomäktenskapligt barn till sömmerskan Maria Magnani, bördig från Fano, och växte upp hos sin mormor på Via di San Teodoro i Rom, uppfostrad av mormodern samt fem mostrar och en morbror. Hennes fars identitet är okänd och var det även för henne. Magnanis egna, aldrig fullbordade, efterforskningar i saken gav vid handen att han möjligen var från Kalabrien. Maria Magnani flyttade snart efter sin dotters födelse till Alexandria i Egypten och de träffades därefter inte förrän Anna i tonåren sökte upp sin mor. Moderns flytt har gett upphov till den helt ostyrkta uppgiften att Anna Magnanis far skulle ha varit egyptier. Möjligen har även det faktum att Anna Magnani kom att gifta sig med en man som var född i Kairo bidragit till ryktets uppkomst.
Magnani hoppade av den vanliga skolan efter två år i gymnasiet och började studera musik (piano) i Accademia Nazionale di Santa Cecilia. För att finansiera sin utbildning sjöng hon på nattklubbar. Hon avancerade till varietéer och från 1926 medverkade hon i teateruppsättningar, efter att samma år ha antagits till Reale Scuola di recitazione Eleonora Duse, där hon fick Ida Carloni Talli och Silvio D'Amico som lärare.
Magnani gjorde en inte särskilt lyckad filmdebut 1926 i stumfilmen Scampolo, baserad på an pjäs med samma namn av Dario Nicodemi. Stumfilmen ställde krav som passade få av dåtidens teaterskådespelare inskolade i en tradition där rösten och recitationen var minst lika viktiga verktyg som den inom stumfilmen totalt dominerande mimiken. Magnani, som under 1940-talet kom att spela samma pjäs på teaterscenen, gillade helt enkelt inte erfarenheten och återkom till filmen först när ljudfilmens genombrott hade ägt rum. Inom teatern nådde hon däremot relativt snabbt framgång. Särskilt hennes rolltolkning som ballerina i Giuseppe Bevilacquas pjäs Un uomo, una donna e un milione som hade premiär i Milano i december 1930 väckte uppmärksamhet bland kritikerna som bland annat i recensioner i dagspressen (Corriere della Sera) och i teatertidskriften Confidenza noterade henne som en ung stjärna i vardande.

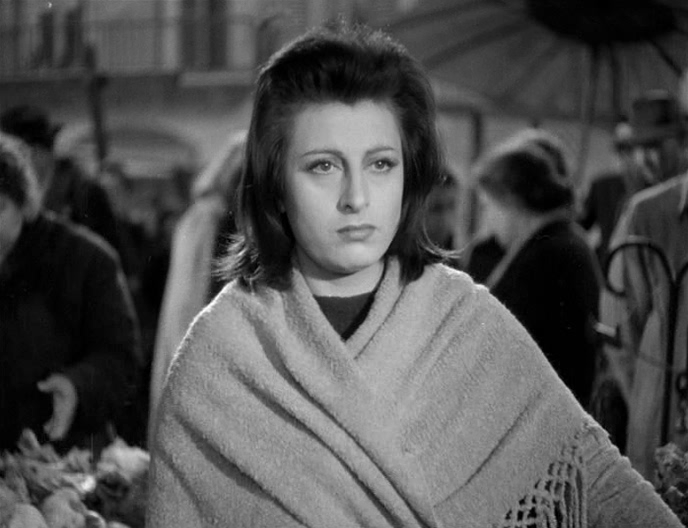
Anna Magnani i Mario Bonnards film Campo de' fiori (1943)

### Framgångar på teaterscenen
Ett steg längre kom Magnani 1932 med sin roll i Tifo av Celso Maria Poncini och Roberto Biscaretti som för första gången placerade hennes ansikte på omslaget till teatertidskriften Il Dramma. Flera framgångar följde under 1930-talet med höjdpunkter som medverkan i Michele Galdieris revy I milioni (1935) på Teatro Eliseo i Rom, La foresta pietrificata ("The petrified forest") av Robert E. Sherwood (1938) och Eugene O'Neills Anna Christie, de två sistnämnda i regi av Anton Giulio Bragaglia. Den kanske på sikt viktigaste händelsen för Magnanis karriär under 1930-talet var när Galdieri presenterade henne för Totò. Samarbetet med "ansiktsmasken" från Neapel, skolad i en dialektal teatertradition där Pulcinella i århundraden varit centralgestalt i en samling ständigt maskerade följeslagare, lockade fram både den folkliga humoristen och den närmast arketypiska romarinnan i Magnani. Deras spel i Galdieris Quando meno te l'aspetti med premiär juldagen 1940 på Quattro Fontane-teatern i Rom gjorde föreställningen till en huvudstadens största revysuccéer under den fascistiska eran.

### Åter till filmen
Sedan Magnanis första filmroll 1926 hade ljudfilmen fullständigt slagit ut stumfilmen och förpassat många av 1920-talets stora stjärnor till filmhistorien, då deras röster inte höll måttet och en del visade sig oförmögna eller ovilliga att ändra sin för stumfilmen anpassade överdrivna mimik till ett mer nyanserat spel. I det tomrum de lämnade steg andra in, bland dem Anna Magnani. Hennes andra filmroll kom i Nunzio Malasommas La cieca di Sorrento (1934) som följdes av ett par andra, ännu inte särskilt stora och uppmärksammade roller, till exempel i Mario Bonnards Trenta secondi d'amore (1936), i maken Goffredo Alessandrinis Cavalleria samma år, Mario Soldatis La principessa Tarakanova (1938) och Vittorio de Sicas Teresa Venerdi (1941).
Den sistnämnda rollprestationen uppmärksammades av Luchino Visconti som 1942 erbjöd Magnani en huvudroll i sin film Köttets lust. Magnani som gärna ville samarbeta med Visconti tvingades emellertid tacka nej på grund av sin graviditet och budet gick i stället till Clara Calamai. Magnani beskrev detta långt efteråt som ett stort tillfälle hon missat. I stället för Viscontis starka drama blev hennes nästa film en komedi, La vita è bella (1943) i regi av Carlo Ludovico Bragaglia. Den blev en publikframgång, precis som den följande, Mario Bonnards Campo de' fiori, som hade premiär senare samma år. Hennes motspelare var Aldo Fabrizi och filmen var därmed en film om Rom och dess typiska invånare, gjord av en regissör därifrån och med stadens för tillfället mest populära skådespelare i rollerna. För både Magnani och Fabrizi öppnade Bonnards film vägen till roller i en av tidernas mest framgångsrika och omskrivna italienska filmer, vars då högst aktuella handling skulle utspelas just i Rom.

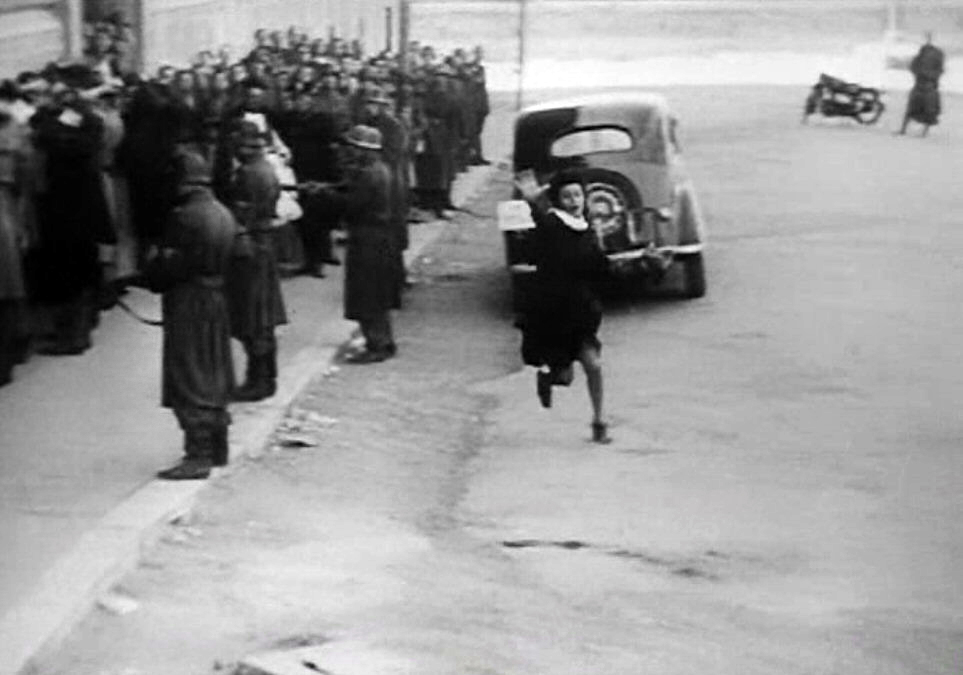
En av filmhistoriens mest berömda scener: Pina (Anna Magnani) springer genom avspärrningarna mot sin död i Rom – öppen stad.

### Genombrott och stjärnstatus
Anna Magnanis stora genombrott, som även blev ett internationellt sådant, kom i Roberto Rossellinis Rom – öppen stad (1945), den första filmen i hans berömda krigstrilogi. Filmen blev en stor internationell succé och Magnani fick priset National Board of Review Award for Best Actress 1946 för rollen. Det har sagts att samtidigt som hennes prestation i Rossellinis film var en av de absoluta höjdpunkterna i hennes karriär låste den henne för all framtid i ett fack, inte minst därför att ingen ansågs kunna göra den rufsiga, generösa, passionerade och starka kvinnan av folket bättre än hon. Det var den rollen hon därefter fick sig tilldelad av en lång rad filmregissörer.
På teaterscenen var det en helt annan sak. Där hade hon visat redan före Rom – öppen stad och fortsatte att visa efter den att hon faktiskt som skådespelare hade ett mycket brett register som gick från lätta komedier och revynummer till tunga och dystra dramer. Hennes kapacitet och förmåga att växla mellan olika genrer är obestridd och det är ingen överdrift om man hävdar att den förblev kraftigt underutnyttjad inom filmen.
Efter Rom – öppen stad följde roller i en sekvens av jämförelsevis mediokra filmer, av vilka kan nämnas Luigi Zampas Angelina (originaltitel: L'onorevole Angelina) från 1947. Men 1948 vände trenden med Mario Mattolis nyinspelning av Salvatore Di Giacomos klassiker Assunta Spina. Den hade filmats redan 1915, då med Francesca Bertini och Gustavo Serena i huvudrollerna. Mattoli valde att para ihop Magnani med en motspelare av lika hög kvalitet, Neapels stora stjärna Eduardo De Filippo. Resultatet blev ett intensivt drama där Magnani med eftertryck visade att hon även kunde spela en passionerad och impulsiv napolitanska.
Mot slutet av 1940-talet nådde Magnani sin maximala nivå som skådespelerska. Hennes desperata och intensiva försök att per telefon rädda ett förhållande med en man som bestämt sig för att lämna henne för en annan kvinna i Rossellinis tvådelade antologifilm Amore (1948) gav henne karriärens tredje Nastro d'argento, det främsta italienska filmpriset. Hon var den första som fått priset för en filmroll helt utan motspelare. Hon fortsatte att hålla en mycket hög nivå i filmer som Viscontis Den vackraste (1951) och exmaken Allesandrinis Camicie rosse (1952) i vilken hon spelade Giuseppe Garibaldis hustru Anna.

### Besöken i USA
Magnani reste 1953 över Atlanten inför USA-premiären av Den vackraste. Hon återkom för att medverka i Galdieris senaste revy Chi è di scena med premiär 21 december 1953. Därefter reste hon åter till USA för att göra en roll som flera år tidigare skrivits för henne av Tennessee Williams. Det råder enighet om att det enda som räddade den filmen, Den tatuerade rosen (1955), från att snabbt falla i total glömska var protagonisterna Magnanis och Burt Lancasters suveräna rolltolkningar, av vilka Magnani fick en Oscar för sin prestation, den första som tilldelats en skådespelare från Italien. Magnani gjorde ytterligare två filmer under sin USA-period, Vild är vinden (1957), regisserad av George Cukor och Mannen i ormskinnsjackan (1960) i regi av Sidney Lumet. Av dessa resulterade Cukors film i ytterligare en Oscar-nominering för Magnani.

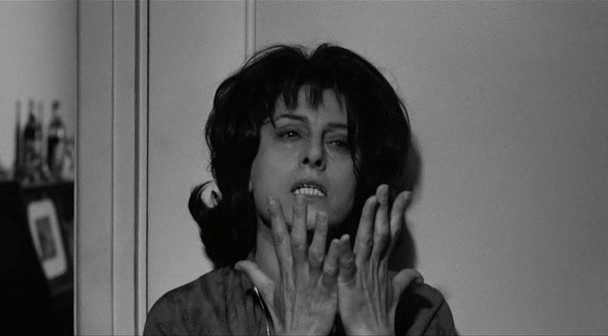
En scen ur Pasolinis Mamma Roma

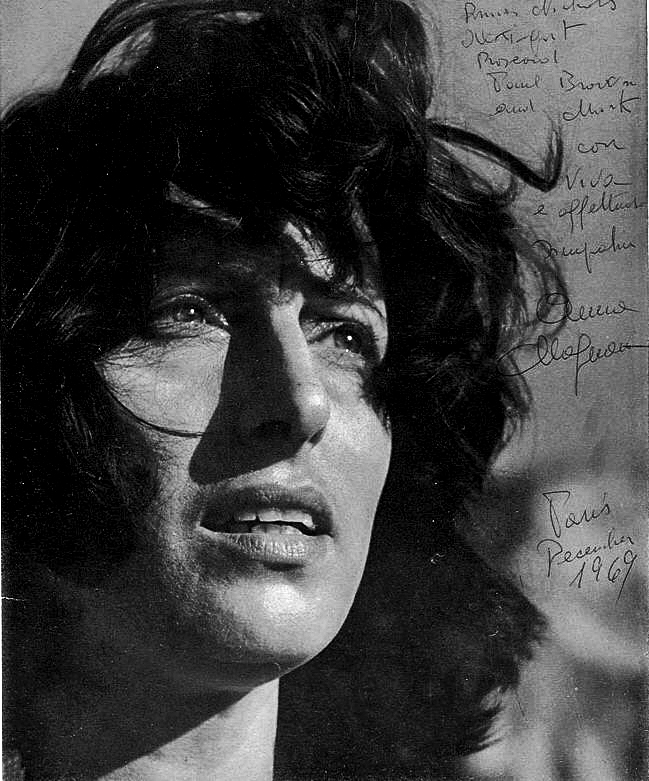
Signerat foto från 1969.

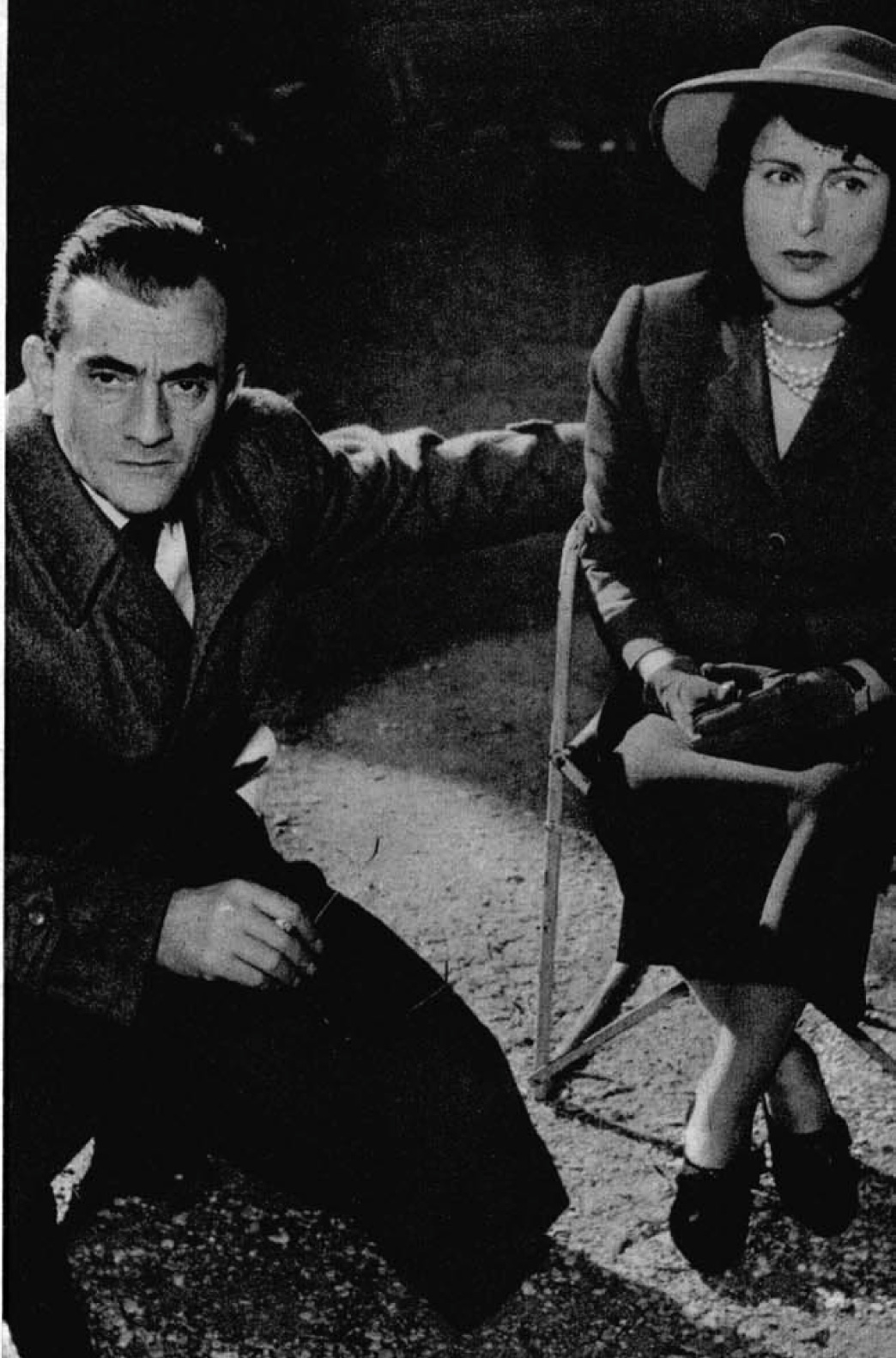
Luchino Visconti och Anna Magnani 1952.

### Slutet av karriären
I början av 1960-talet var Magnani tveklöst den italienska filmens "Signora" som kunde välja och vraka bland erbjudna roller. Hon hade emellertid ofta svårt att hitta roller som hon fann tillräckligt intressanta och hon gjorde därför en del misslyckade val. Ett mycket lyckat val var däremot när hon accepterade ett anbud från Pier Paolo Pasolini att spela huvudrollen i Mamma Roma (1962), där hon spelade mot Franco Citti. Under 1960-talet återvände Magnani än en gång till teaterscenen där hon bland annat gjorde en roll i Franco Zeffirellis pjäs La Lupa (1965), baserad på en berättelse med samma namn av Giovanni Verga. I början av 1970-talet gjorde Magnani fyra filmer för TV. Hennes sista framträdande på film blev en cameoroll i Federico Fellinis Roma. 
Anna Magnani avled 26 september 1973 av cancer i bukspottkörteln. Stora människomassor samlades vid hennes begravning. Hon begravdes först i sin gode vän Roberto Rossellinis familjemausoleum men hennes kvarlevor flyttades sedermera av anhöriga till den kommunala begravningsplatsen i San Felice Circeo.

## Utmärkelser
Nedslagskratern Magnani på planeten Venus är uppkallad efter henne.

## Familjen
Magnani gifte sig 1935 med regissören Goffredo Alessandrini. De separerade efter några år och skilde sig 1950. Magnani fick 1942 en utomäktenskaplig son, Luca, med skådespelaren Massimo Serato. Luca drabbades av polio men repade sig tämligen väl. Hans dotter Olivia Magnani är i likhet med sin farmor skådespelare.

## Filmografi, i urval
- 1926 – Scampolo
- 1936 – Cavalleria
- 1944 – Rom – öppen stad (Roma, città aperta)
- 1946 – Banditen (Il bandito)
- 1948 – Assunta Spina
- 1950 – I vulkanens skugga (Vulcano)
- 1951 – Den vackraste (Bellissima)
- 1952 – Den gyllene karossen
- 1955 – Den tatuerade rosen (The Rose Tattoo)
- 1959 – Mannen i ormskinnsjackan
- 1962 – Mamma Roma
- 1969 – Santa Vittorias hemlighet (The Secret of Santa Vittoria)